# Нижній Малий Сернур
Нижній Малий Серну́р (рос. Нижний Малый Сернур, марій. Пӱнчерйымал) — присілок у складі Сернурського району Марій Ел, Росія. Входить до складу Сердезького сільського поселення.

## Населення
Населення — 70 осіб (2010; 64 у 2002).
Національний склад (станом на 2002 рік):
- марі — 81 %